# Eumimesis trilineata
Eumimesis trilineata là một loài bọ cánh cứng trong họ Cerambycidae.